# 塞萊齊 (德羅霍貝奇區)

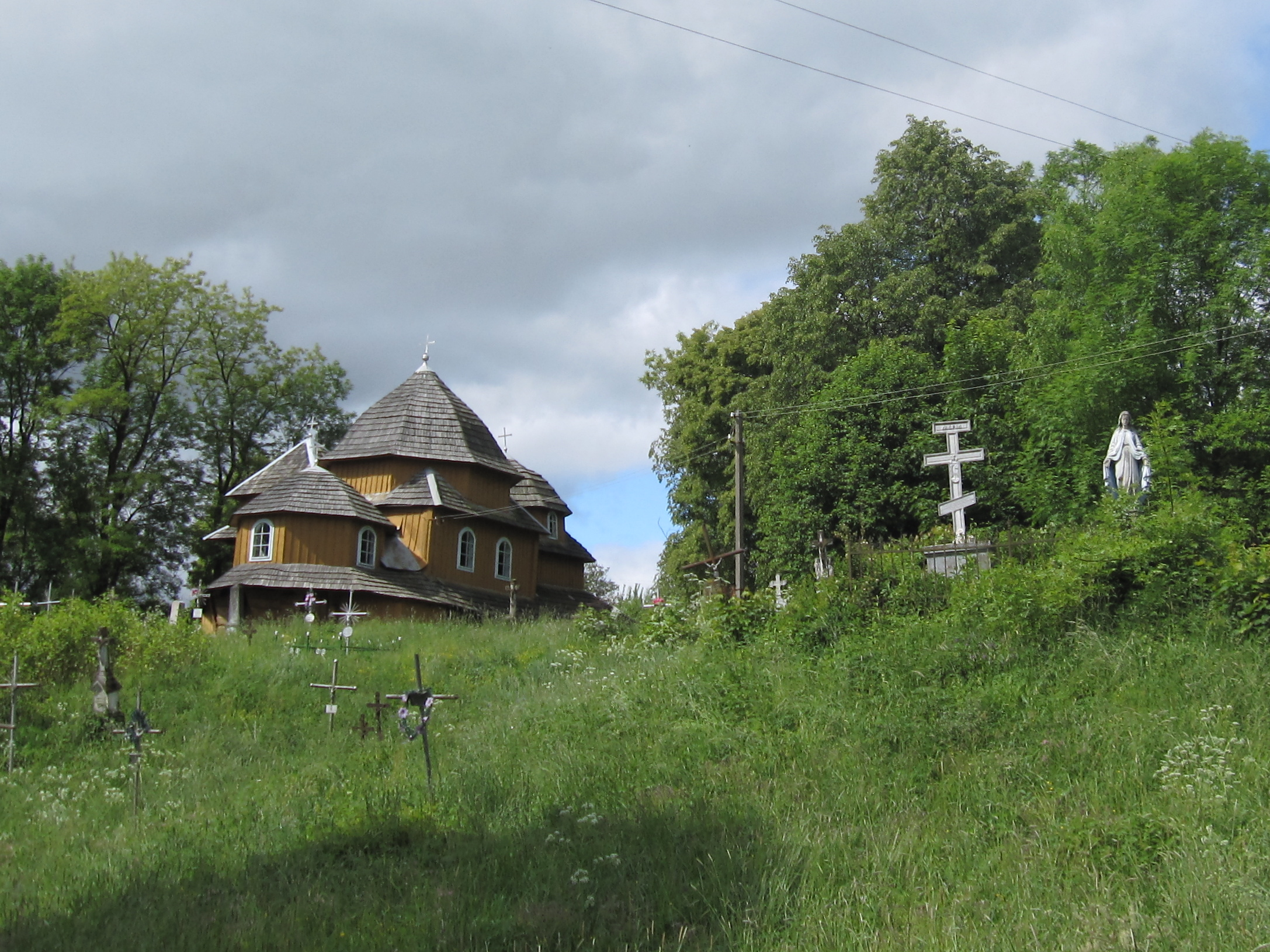

塞莱齊（烏克蘭語：Селець），是烏克蘭西部利沃夫州德羅霍貝奇區德罗霍贝奇市镇内的村落。始建於1430年，面積2.1平方公里，人口160，人口密度每平方公里78.1人。